# Chakram

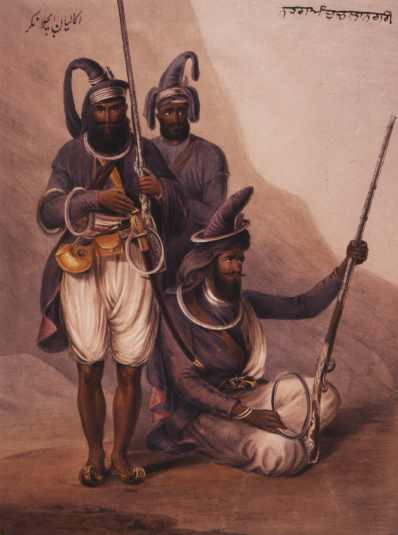
Siques com chakrams, com a inscrição "Nihang Abchal Nagar" (Nihang de Hazur Sahib), 1844

O chakram (Devanāgarī: चक्रं, panjabi: chakkar), é uma arma de arremesso originada do Sul da Ásia e partes do Oriente Médio. É uma arma de voo reto de maneira a ricochetear. Acredita-se que a arma foi desenvolvida há mais de três mil anos, tendo sido largamente encontrada nas regiões em que hoje  estão países como Índia, Paquistão e Irã. Ele é de forma circular, com uma aresta exterior aguçada e varia em tamanho de cerca de 12-30 centímetros de diâmetro. Ele também é conhecido como chalikar ou "círculo".
É lançado manualmente e, por ter bordas cortantes, ao bater nas lanças ou em outras armas, pode cortá-las, tendo sido usado na antiguidade inclusive para decepar membros ou, como mais comumente, degolar o oponente. Como uma arma de combate imediato, pode facilmente matar o inimigo. 
Esta arma foi levada para a Europa pelos primeiros viajantes nos primeiros séculos depois de Cristo, e, assim como os bumerangues, foi convertido em brinquedo, o famoso frisbee, por não saberem usá-lo como arma.

## História
As primeiras referências ao chakram vêm dos épicos indianos do século V a.C. Mahabharata e Ramayana, onde o Chakra sudarshana é a arma do deus Vishnu. Poemas tâmil contemporâneos do século II a.C. registram-no como thikiri (திகிரி). Chakra-dhāri é um nome para Krishna. O chakram foi mais tarde usado extensivamente pelos sikhs pelo menos até os dias de Ranjit Singh. Mesmo nos dias atuais, os Nihangs usam chakkar em suas damalaas e também está no uniforme do Regimento Sikh usado em turbante. Ele passou a ser associado com os sikhs por causa da prática nihang de usar chakram em seus braços, em torno do pescoço e até mesmo amarrado em camadas em turbantes altos. O cronista português Duarte Barbosa escreve (c. 1516) do chakram que está sendo usado no Sultanato de Délhi. 
O povo do reino... são homens de combate muito bons e bons cavaleiros, armados com muitos tipos de armas; eles são grandes arqueiros, e homens muito fortes; eles têm lanças muito boas, espadas, punhais, maças de aço e machados de batalha, com os quais eles lutam; e eles têm algumas rodas de aço, que eles chamam de chakarani, dois dedos largos, afiados fora como facas, e sem borda dentro; e a superfície destes é do tamanho de uma placa pequena. E eles carregam sete ou oito destes cada, colocar no braço esquerdo; e eles pegam um e colocam no dedo da mão direita, e fazem girar muitas vezes, e assim eles jogam em seus inimigos, e se eles batem em alguém no braço ou perna ou pescoço, ele corta tudo. E com estes eles continuam muitas lutas, e são muito hábeis com eles.

## Construção
Um chakram é tradicionalmente feito de aço ou latão que é batido em uma forma circular contra uma bigorna com um recuo para a curvatura. Duas extremidades são conectadas com um pedaço de latão e, em seguida, aquecidas, formando um círculo completo antes que o latão seja removido. Alguns chakram, mesmo aqueles usados em combate, foram gravados ornamente, ou embutidos com latão, prata ou ouro. 
O chakram tem 0,5-1,0 cm de largura e tem tipicamente 5-12 em (130-300 mm) de diâmetro. As variações menores são conhecidas como chakri  é usada no pulso. Uma arma relacionada é o chakri dong, um bastão de bambu com um chakri preso em uma extremidade.

## Na cultura popular
Esta arma aparece em muitas histórias de ficção, sendo os maiores exemplos o seriado norte-americano produzido na Nova Zelândia Xena , o jogo Grand Chase, onde é utilizado pela 1ª Classe da personagem Amy e no jogo Castlevania: Symphony of the Night,onde aparece como um item que pode ser utilizado pelo personagem Alucard, os mangás One Piece e Bleach (onde é usado pela personagem Apache) e o animê Shurato (onde é usado pelos personagens Gai, o Rei Yasha, Leiga, o Rei Karla e Kennya, o Rei Dappa)